# Caner Erdeniz
Caner Erdeniz (Smirne, 25 aprile 1987) è un cestista turco.